# Encino (Los Ángeles)
Encino es un distrito en el Valle de San Fernando y una región de la ciudad de Los Ángeles, California, Estados Unidos. Está situada en el centro-sur del Valle de San Fernando, cerca de las comunidades de Tarzana, Reseda, Sherman Oaks, Bel-Air y Brentwood.

## Economía

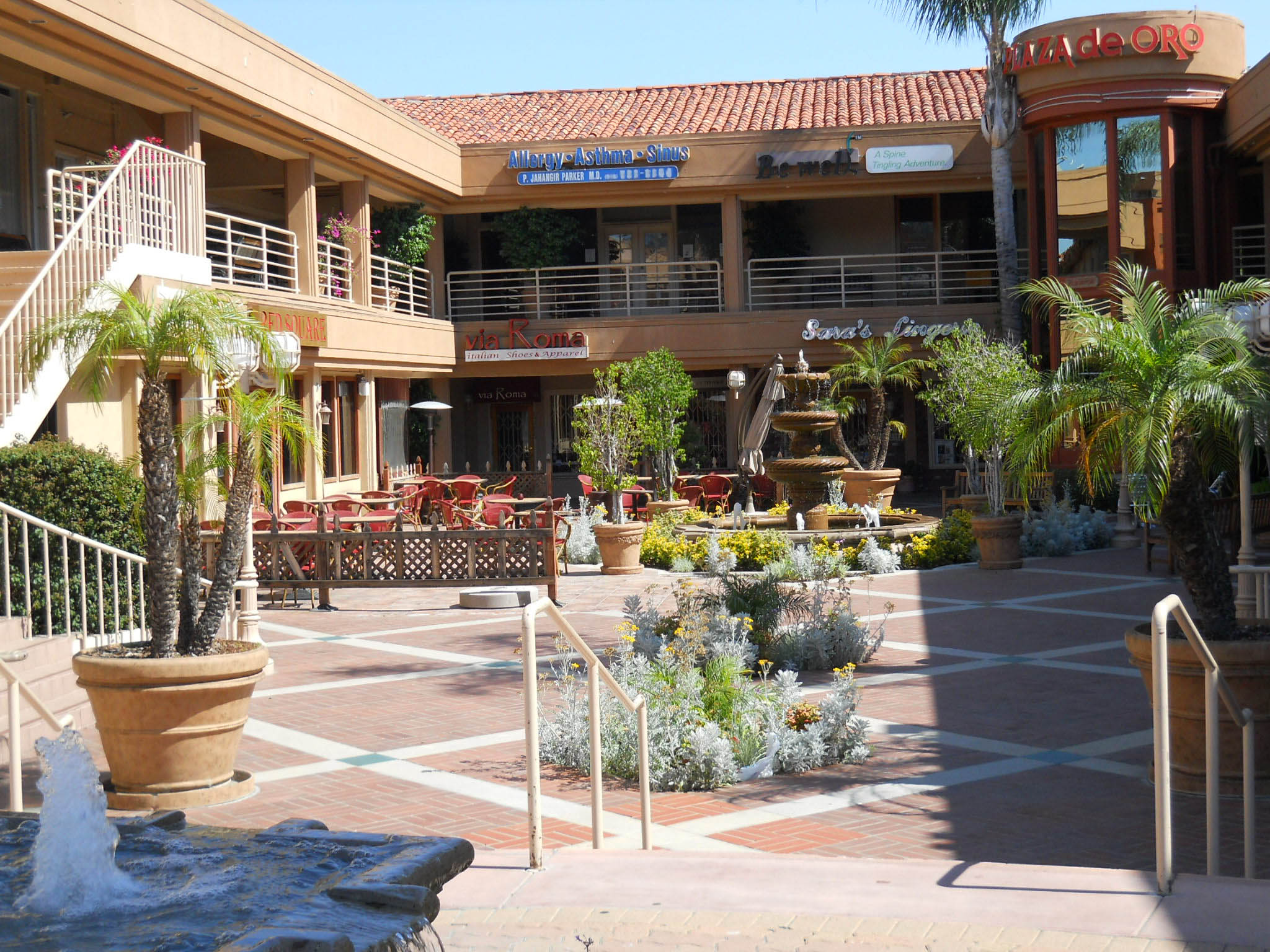
Centro Comercial Plaza de Oro, Ventura Boulevard

La economía local proporciona empleos principalmente en los sectores de atención médica (incluido uno de los dos Encino-Tarzana Regional Medical Center hospitales), servicios sociales y servicios profesionales (servicios contables y financieros, inmobiliario y legal). Hay aproximadamente 3.800 empresas que emplean a unas 27.000 personas con una nómina anual de $ 1.4 mil millones.

## Gobierno e infraestructura
Encino está en Junta de Supervisores del Condado de Los Ángeles distrito 3 y Distrito 5 del Ayuntamiento de Los Ángeles. También está representado dentro de la ciudad de Los Ángeles por Encino  Consejo de vecinos, un organismo asesor bajo los auspicios del Departamento de Empoderamiento de Vecindarios de la ciudad (DONE).
El Servicio Postal de los Estados Unidos opera la oficina de correos de Encino en 5805 White Oak Avenue y la oficina de correos de Balboa Van Nuys en 4930 Balboa Boulevard.
Se encuentra el parque Sepulveda Dam Recreational area en Encino, parque de la ciudad de Los Angeles de 2.000 acres (810 ha).

## Medios
Encino Sun es un periódico de la comunidad local.

## Cultura popular
- Encino es un lugar recurrente en la serie SpongeBob SquarePants, donde el personaje,  Patchy the Pirate, se instala en el vecindario. En el episodio especial,  Atlantis SquarePantis, Patchy protagoniza una subtrama en la que tuvo que regresar a su casa en Encino para ver el nuevo episodio de Bob Esponja, pero el vecindario había desaparecido.[7]
- En la serie Cobra Kai, gran parte de los acontecimientos de la serie ocurren en Encino.

## Educación

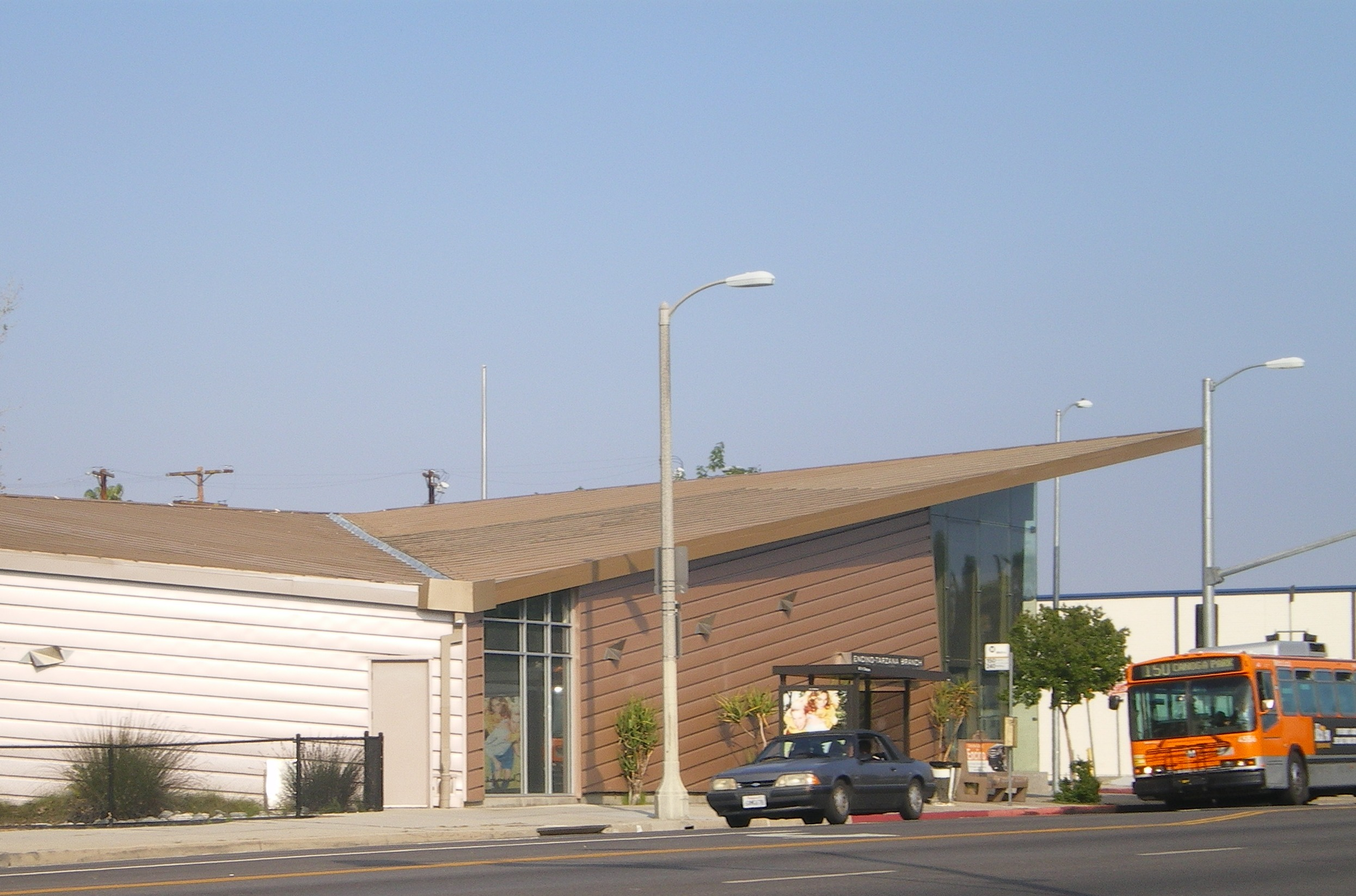
Biblioteca sucursal Encino-Tarzana.

El Distrito Escolar Unificado de Los Ángeles (LAUSD) gestiona escuelas públicas. La Escuela Preparatoria Birmingham Charter sirve a partes de Encino.
La Biblioteca Pública de Los Ángeles gestiona la Biblioteca sucursal Encino-Tarzana en Tarzana, la cual se encuentra en Ventura Boulevard.